# Herb gminy Ciechocin
Herb gminy Ciechocin – jeden z symboli gminy Ciechocin, ustanowiony 30 maja 2012.

## Wygląd i symbolika
Herb przedstawia na tarczy koloru niebieskiego w centralnej części złotą krzywaśń pastorału. Nawiązuje on do związku gminy z diecezją włocławską i wpływu biskupów na rozwój Ciechocina i okolic. 